# Lydia De Witt
Lydia Maria Adams DeWitt, detta Lydia De Witt (Flint, 1º febbraio 1859 – Winter, 10 marzo 1928), è stata una patologa statunitense. Nota principalmente per i suoi studi sulla patologia della tubercolosi e le sue possibili cure, DeWitt è anche conosciuta per i suoi sforzi per l'inclusione delle donne nell'ambito accademico.
Dopo aver passato anni come insegnante, DeWitt si iscrisse alla Eastern Michigan University. Pubblicò la sua prima ricerca nel 1897, ancora prima di laurearsi, e nel 1902 il suo lavoro nell'ambito dell'istologia le procurò un posto nell'associazione degli anatomopatologhi americani. Quando le fu rifiutato l'ingresso nel gruppo di ricerca dell’università, a quel tempo completamente al maschile, decise di creare il suo proprio gruppo al femminile, di cui rimase presidente per alcuni anni.
Nel 1910 si trasferì a St. Louis, dove divenne istruttrice di patologia all'Università Washington e assistente patologa e batteriologa per il dipartimento di sanità pubblica della città. Nel 1914 le fu conferita una laurea magistrale Ad Honorem dalla sua Alma mater.
Fu presidente della società patologica di Chicago dal 1924 al 1925. Morì nel 1928, all'età di 69 anni.
A DeWitt è stato intitolato il cratere omonimo su Venere.